# Veľka poľana (Geravy)

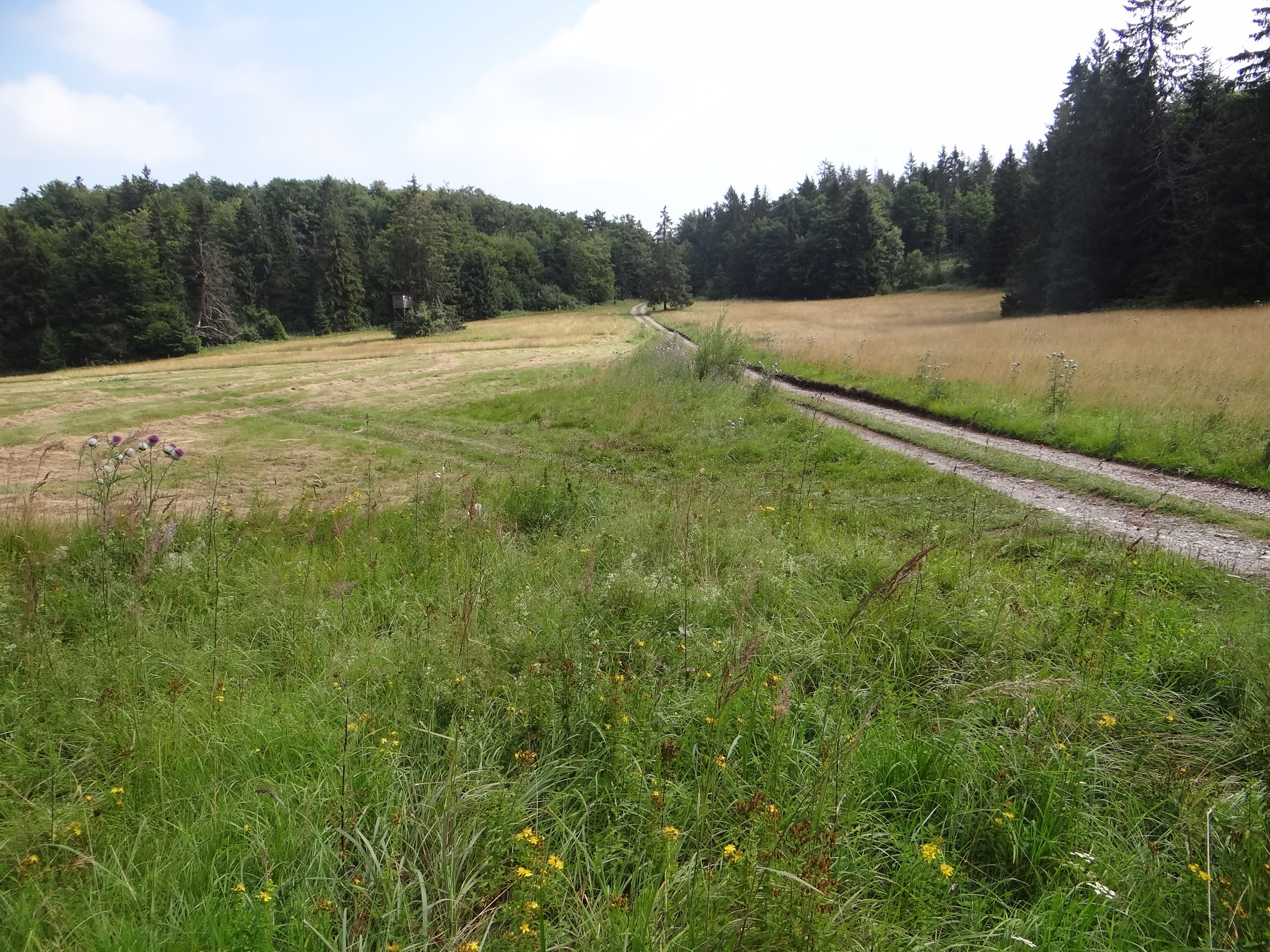

Veľka poľana – polana na płaskowyżu Geravy w południowej części Słowackiego Raju. Znajduje się na wysokości około 1070 m n.p.m. Jest to koszona łąka, prowadzi przez nią znakowany szlak turystyczny.

## Szlak turystyczny
rozdroże Pod Tomášovským výhľadom – Kyseľ, ústie – Sokolia dolina, ústie – Klauzy – Predný Hýľ – Veľka poľana – Geravy – Dedinky. Czas przejścia 4 h